# Axamer Lizum
Die Axamer Lizum ist ein Ort in den Stubaier Alpen in Tirol, und eine Ortschaft der Gemeinde Axams im Bezirk Innsbruck-Land. Die Alm ist als Wintersportort bekannt.

## Geographie
Axamer Lizum bezeichnet ein Gebiet im hinteren Tal des Axamer Bachs, etwa elf Kilometer südwestlich der Innsbrucker Stadtmitte. Eine Lizum (Betonung auf dem „u“) bezeichnet im Tirolerischen eine 'kotige Weidefläche‘.
Gegen Süden zu wird die Axamer Lizum von den Kalkkögeln begrenzt, gegen Norden, zum vier Kilometer entfernten Axams, erstreckt sich ein unbesiedeltes Engtal.
Die Streusiedlung auf rund 1550 m ü. A. Höhe umfasst die etwa 25 Gebäude des Schigebiets, einschließlich des Hotel Olympia, der Lizumalm, und der nördlich erhöht liegenden Schafalm.
Talorte

## Bergkapelle Axamer Lizum

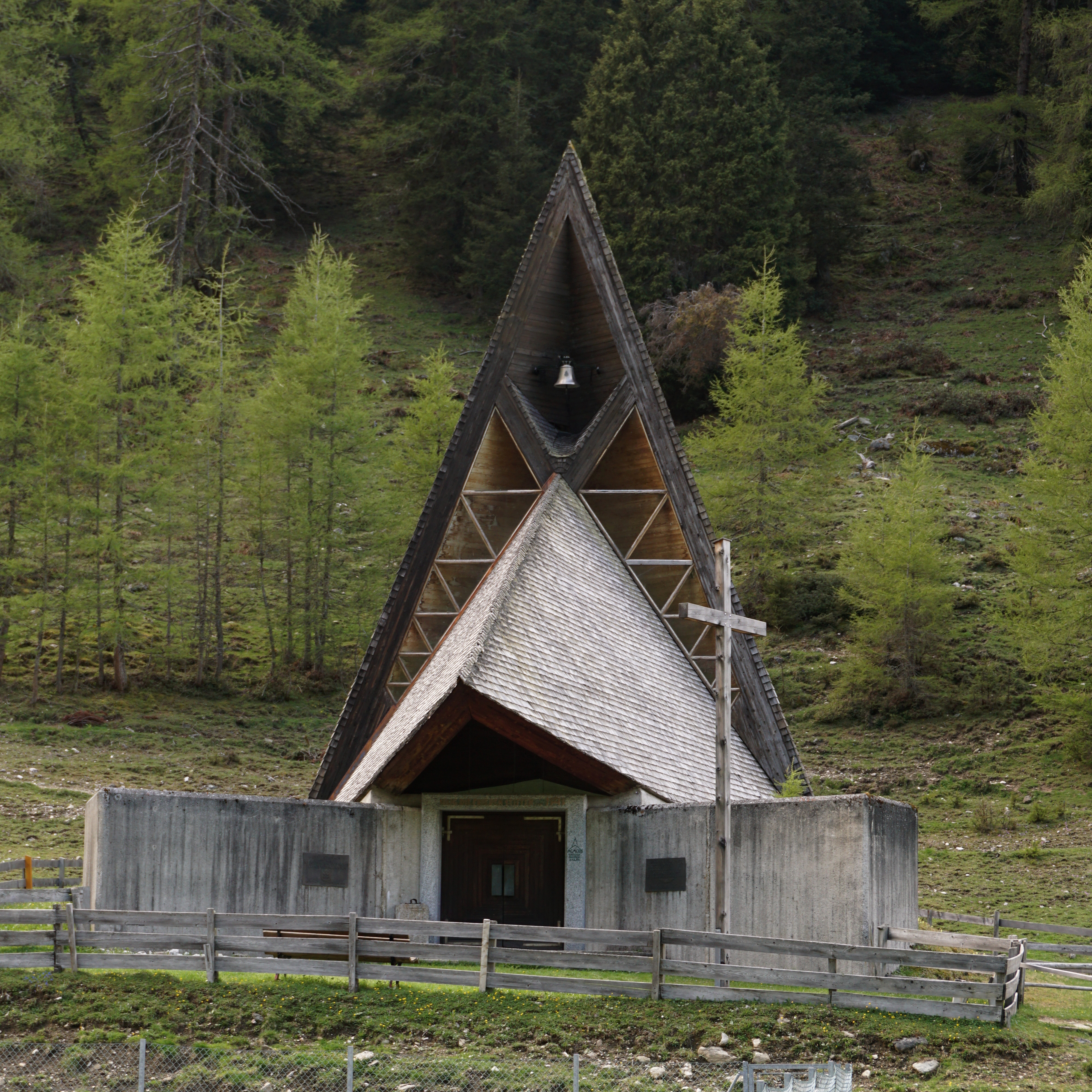
Bergkapelle

Im Mai 1962 wurde der Bauverein Bergkapelle Axams Lizum gegründet. Dieser organisierte ehrenamtlich die Errichtung einer Kapelle in der Axamer Lizum im Hinblick auf die Olympischen Winterspiele 1964. Das Grundstück wurde von den Grundeigentümern kostenlos zur Verfügung gestellt. Planung und Bauleitung der Kapelle übernahm Horst Parson. Der Bau erfolgte im Jahr 1963 vorwiegend mit Materialien aus der Umgebung sowie Axamer Firmen und Bauarbeitern. Die Baukosten von etwa 500.000 Österreichischen Schilling wurden durch verschiedene Spenden bzw. Zuwendungen sowie einem Darlehen abgedeckt. Am 20. Dezember 1963 weihte Alois Stöger die fertiggestellte Kapelle. Zum 25-jährigen Bestehen der Kapelle wurde eine Glocke bei der Glockengießerei Grassmayr angeschafft.

## Skigebiet Axamer Lizum

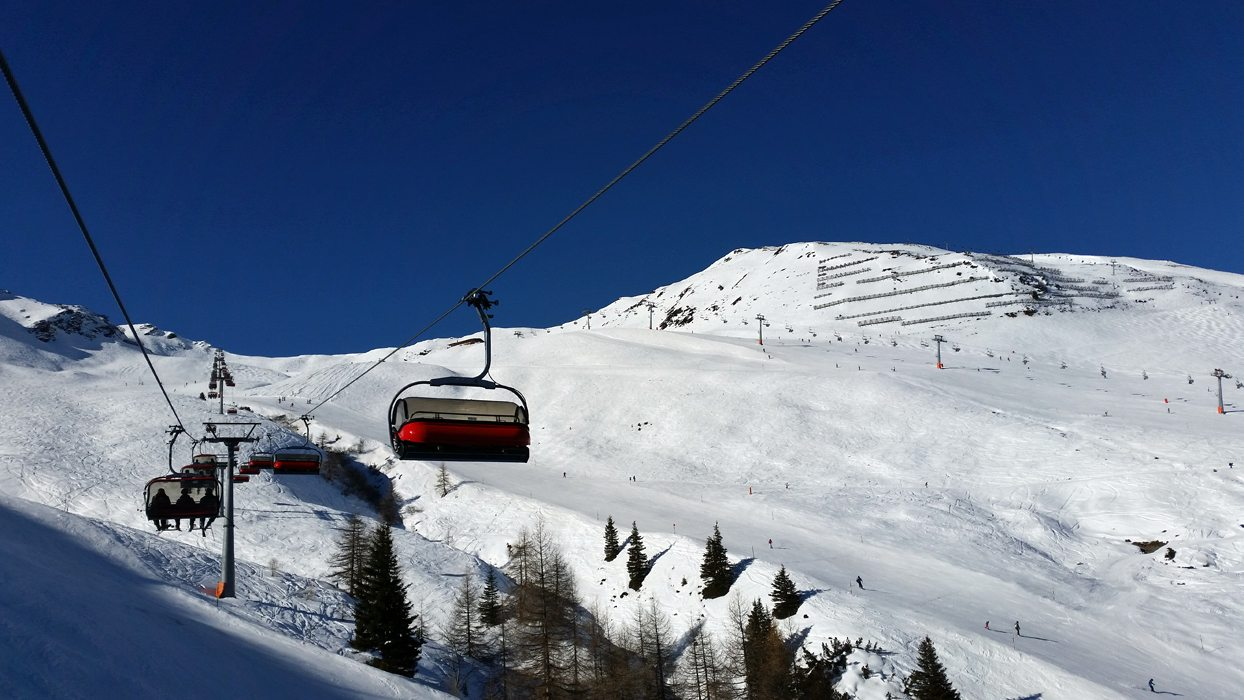
Schönbodenbahn

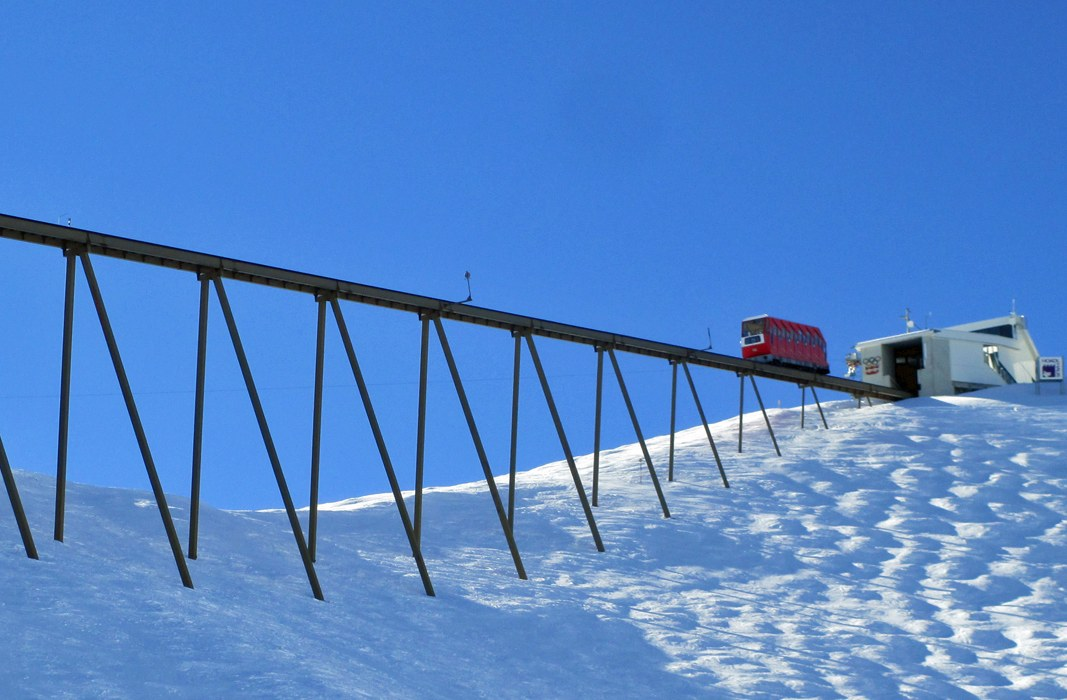
Oberster Abschnitt und Bergstation der Olympiabahn

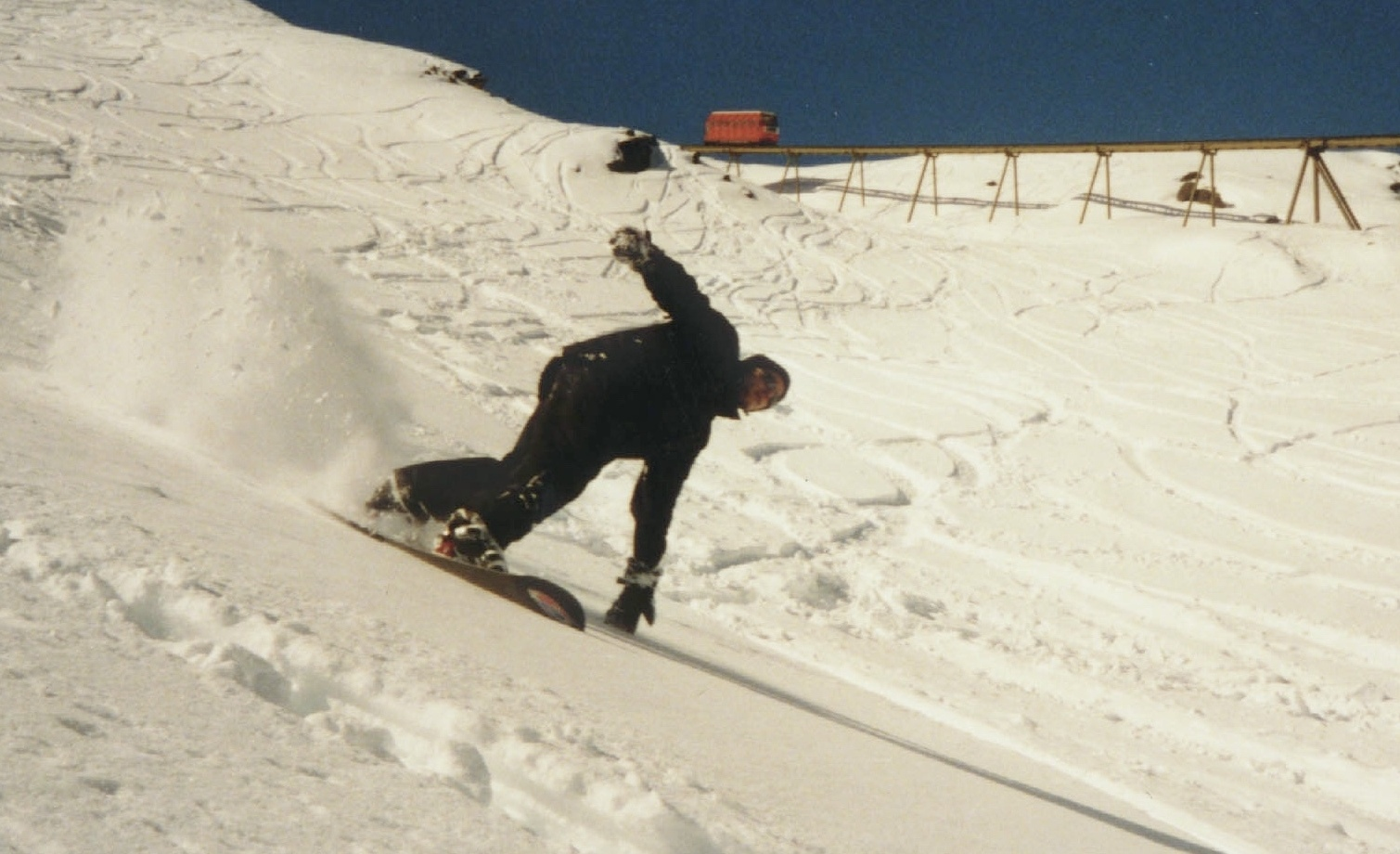
Ein Snowboarder beim Tiefschneefahren abseits der Piste. Im Hintergrund die Olympiabahn.

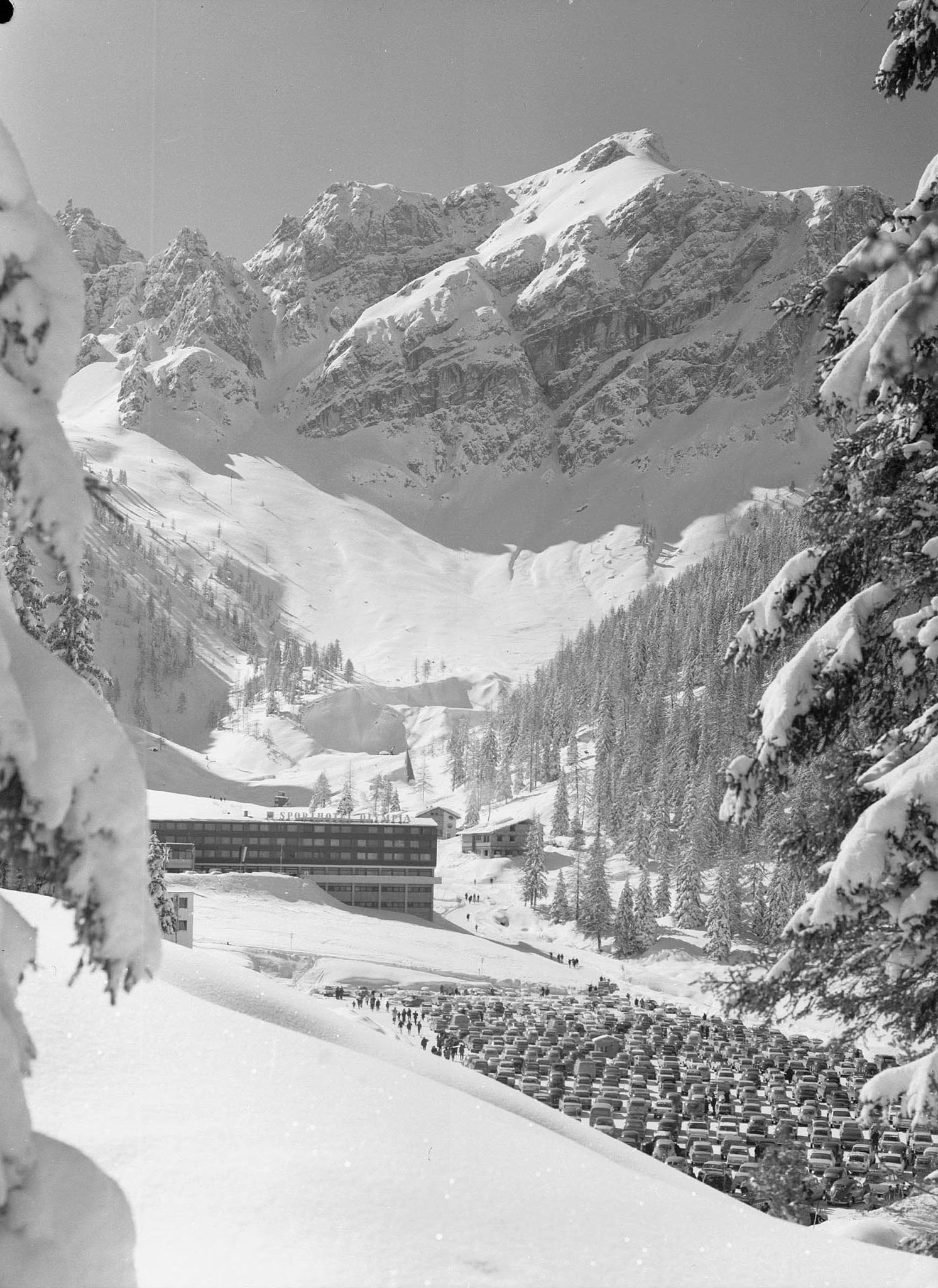
Parkplatz des Skigebietes im Jahr 1966, mit dem zur Olympiade 1964 gebauten Großhotel Olympia, aber noch ohne die (rechts davon gelegene) Talstation der von 1973 bis 1975 gebauten Olympiabahn.

Das Skigebiet Axamer Lizum wurde anlässlich der Olympischen Winterspiele 1964 errichtet (Olympiahotel, ehemalige Sportunterkünfte, erbaut von Erwin Klein)
und zu den Spielen 1976 ausgebaut, unter anderem mit einer Standseilbahn auf den 2340 m ü. A. hohen Hoadl (Olympiabahn). Es umfasst heute den Kamm Pleisen–Hoadl im Westen (Salfeinskamm, zum Grinzener Sendersbachtal, ohne Pistenabfahrt), wie auch die Gebiete um das Birgitzköpfl (1982 m ü. A.) und das hinterste Geroldsbachtal unterhalb der Saile (Nockspitze, 2404 m ü. A.).
Seit 1997 besteht eine Beschneiungsanlage mit einem Speicherteich „Lizum Tal“; im Jahr 2017 wurde ein neuer Teich „Dohlennest“ mit einem Volumen von 255.000 m³ errichtet.
Das Skigebiet wird – in Analogie zum „goldenen“ Dachl – auch das „weiße Dachl Innsbrucks“ genannt.
Auch der Freestylepark Golden Roofpark am Schönboden hat seinen Namen davon. Die Axamer Lizum ist das größte Skigebiet in Innsbrucks näherer Umgebung. Bei guter Schneelage ist die Abfahrt bis zu den Orten Axams, Götzens oder Mutters möglich, wobei die Abfahrten nach Götzens und Mutters durch die Wiedererrichtung des Skigebietes Muttereralmbahn künstlich beschneit und somit den größten Teil der Wintersaison befahrbar sind (Anschluss über die Birgitzköpflhütte). Zurück geht es mit dem Skibus von der Talstation in Mutters oder Götzens. Die Schönbodenbahn und die Sesselbahn Hoadl II wurden zur Wintersaison 2022/23 durch eine 10er-Einseilumlaufbahn ersetzt. Die neue Hoadlbahn ist am 25. November 2022 offiziell eingeweiht worden.

### Zusammenschluss mit Muttereralmbahn
Eine direkte Sesselbahn (Birgitzbahn, 4er-Hochgeschwindigkeitsbahn kuppelbar) über das Birgitzköpfl war nach langen Verhandlungen[veraltet] eine Zeitlang vorgesehen, befindet sich aber (Stand Feber 2017) nicht in konkreter Planung.
Laut Geschäftsbericht 2017 des Tourismusverbandes Innsbruck Tourismus wurden „die Gespräche […] im August gestoppt, weil die vorgeschlagene Variante von der Axamer Lizum strikt abgelehnt wurde, nun liegt das Projekt auf Eis.“
Beim Verkauf der Muttereralmbahn an das slowakische Unternehmen Tatry Mountain Resorts im Jahr 2021 wurde der Kaufspreis abhängig von einer Genehmigung für den Zusammenschluss verhandelt.

### Zusammenschluss mit Schlick 2000
In den Jahren 2009–2015 wurde ein Zusammenschluss des Skigebiets mit der Schlick 2000 heftig und kontrovers diskutiert. Das Projekt wurde unter dem Titel Brückenschlag ausgearbeitet. Weil der zu bauende Lift durch das Ruhegebiet Kalkkögel führte, wurde das Projekt von diversen Institutionen wie dem Österreichischen Alpenverein, den Naturfreunden stark kritisiert.
Im Jahr 2014 formierte sich unter Rettet die Kalkkögel! eine Petition gegen den Zusammenschluss, welche von 20 Vereinen oder anderen Institutionen gestützt wurde. Es wurden über 33.000 Unterschriften gesammelt. Zwischenzeitlich wurde eine Volksbefragung zu diesem Thema in Betracht gezogen. Eine Studie, wonach nur größere Skigebiete im Großraum Innsbruck eine Überlebenschance haben, bekräftigte die Befürworter. Im März 2015 gab die Tiroler Landesregierung bekannt, dass das Projekt rechtlich nicht umsetzbar ist. Die Projektwerber gaben bekannt, dass sie das Projekt nicht aufgeben.

## Rodelbahnen
Eine beleuchtete Rodelbahn führt von der Talstation der Liftbetriebe durch das Axamer Tal bis nach Axams. Im Jahr 2008 wurde eine weitere Rodelbahn Pleisenhütte – Axamer Lizum eröffnet.